# 904 هـ
904 هـ هي سنة في التقويم الهجري امتدت مقابلةً في التقويم الميلادي بين سنتي 1498 و1499.

## مواليد
- أبو البركات الغزي